# Heterocycles
Heterocycles — це рецензований науковий журнал, який видається Японським інститутом гетероциклічної хімії з 1973 року. Elsevier поширює журнал за межами Японії.
У журналі публікуються оригінальні статті, оглядові статті та короткі повідомлення в галузі хімії гетероциклічних сполук. Охоплює галузі органічної хімії, фармацевтичної хімії, аналітичної хімії та медичної хімії. Крім того, опубліковано роботи зі структурного аналізу нещодавно відкритих гетероциклічних природних продуктів, а також повний синтез гетероциклічних природних продуктів.
Імпакт-фактор у 2014 році становив 1,079. Відповідно до статистики ISI Web of Knowledge, цей імпакт-фактор ставить журнал на 38 місце в категорії органічної хімії з 57 журналів.